# Szent Hedvig-katedrális (Berlin)
A Sziléziai Hedvignek szentelt Szent Hedvig-katedrális Berlin érseki székesegyháza a Bebelplatzon; ez a berlini főegyházmegye székhelye.

## Története
1747-ben II. Frigyes porosz király a reformáció után első ízben — a vallási tolerancia szimbólumaként — engedélyezte Berlinben egy új katolikus templom építését, mivel a városba tömegesen települtek be a katolikusok, főleg a háború sújtotta Felső-Sziléziából. A munkával Wenzeslaus von Knobelsdorff építészt bízták meg, aki a római Pantheont akarta lemásolni. 26 évig (1747–1773) építkeztek (bár az ismétlődő pénzhiány miatt több, hosszabb-rövidebb szünettel). A munka így is befejezetlen maradt, mert a 40 m-es kupolát nem tudták felépíteni. A székesegyház ezért ideiglenes jelleggel favázas zsindelytetőt kapott, amíg több mint egy évszázaddal később (1887-ben) Johann Boumann föl nem építette a kupolát.
A Kristályéjszaka pogromjai (1938 november 9–10.) után a templom arról vált nevezetessé, hogy kanonokja, Bernhard Lichtenberg minden este nyilvánosan imádkozott az üldözött zsidókért. Ezért a nácik letartóztatták Lichtenberget, aki úton a dachaui koncentrációs tábor felé meghalt. Hamvait 1965-ben visszaszállították Berlinbe, és a templom kriptájában helyezték el. A II. világháborúban az épületet szinte porig bombázták, majd 1952 és 1963 között Hans Schwippert tervei alapján az eredetivel közel azonosan újraépítették.

## Az épület
Az altemplom kálvária-stációit Josef Hegenbarth festette 1962-ben, néhány héttel halála előtt; ez a művész utolsó jelentős alkotása.

## Galéria

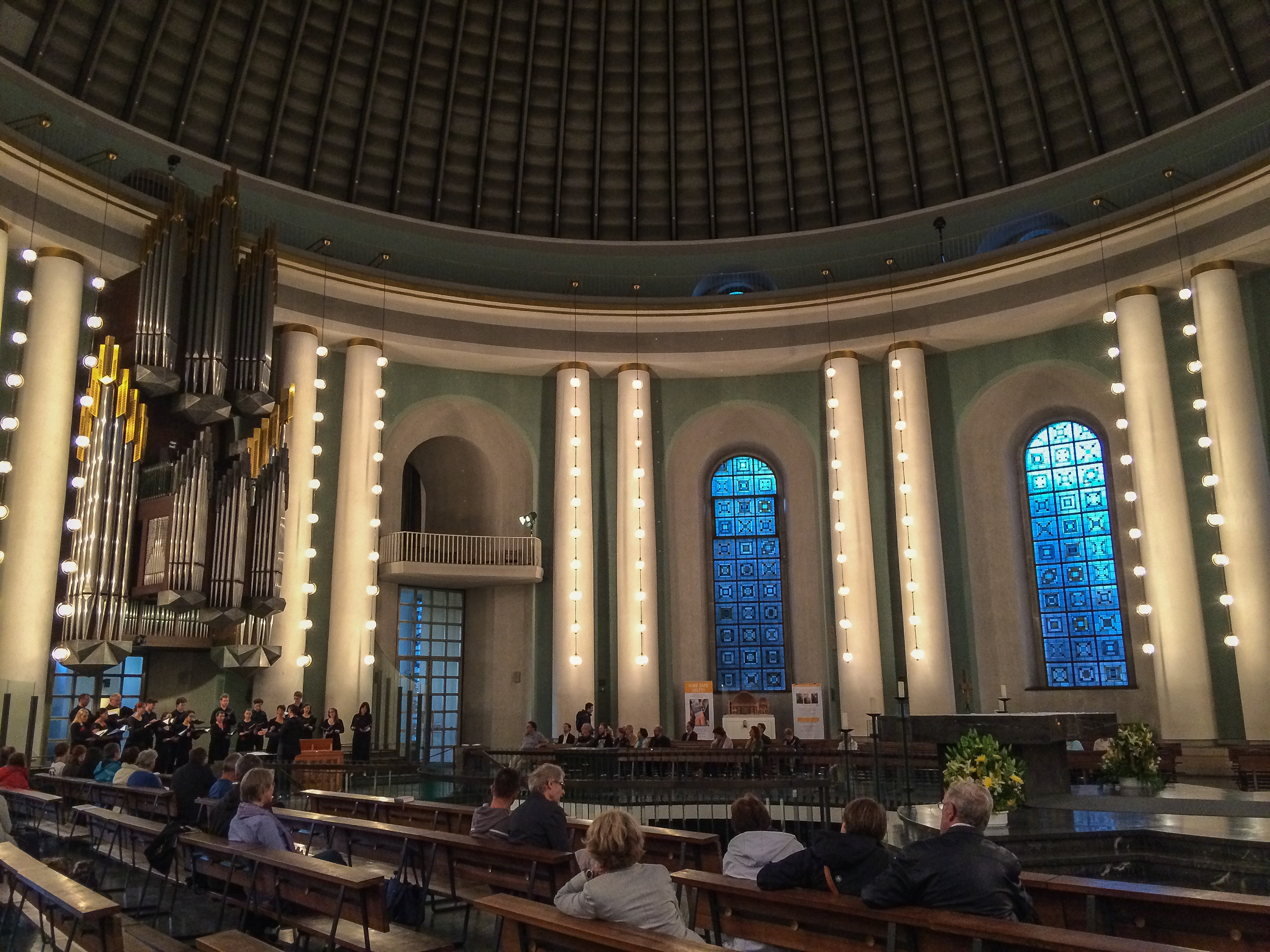
Belseje, 2014. júniusban
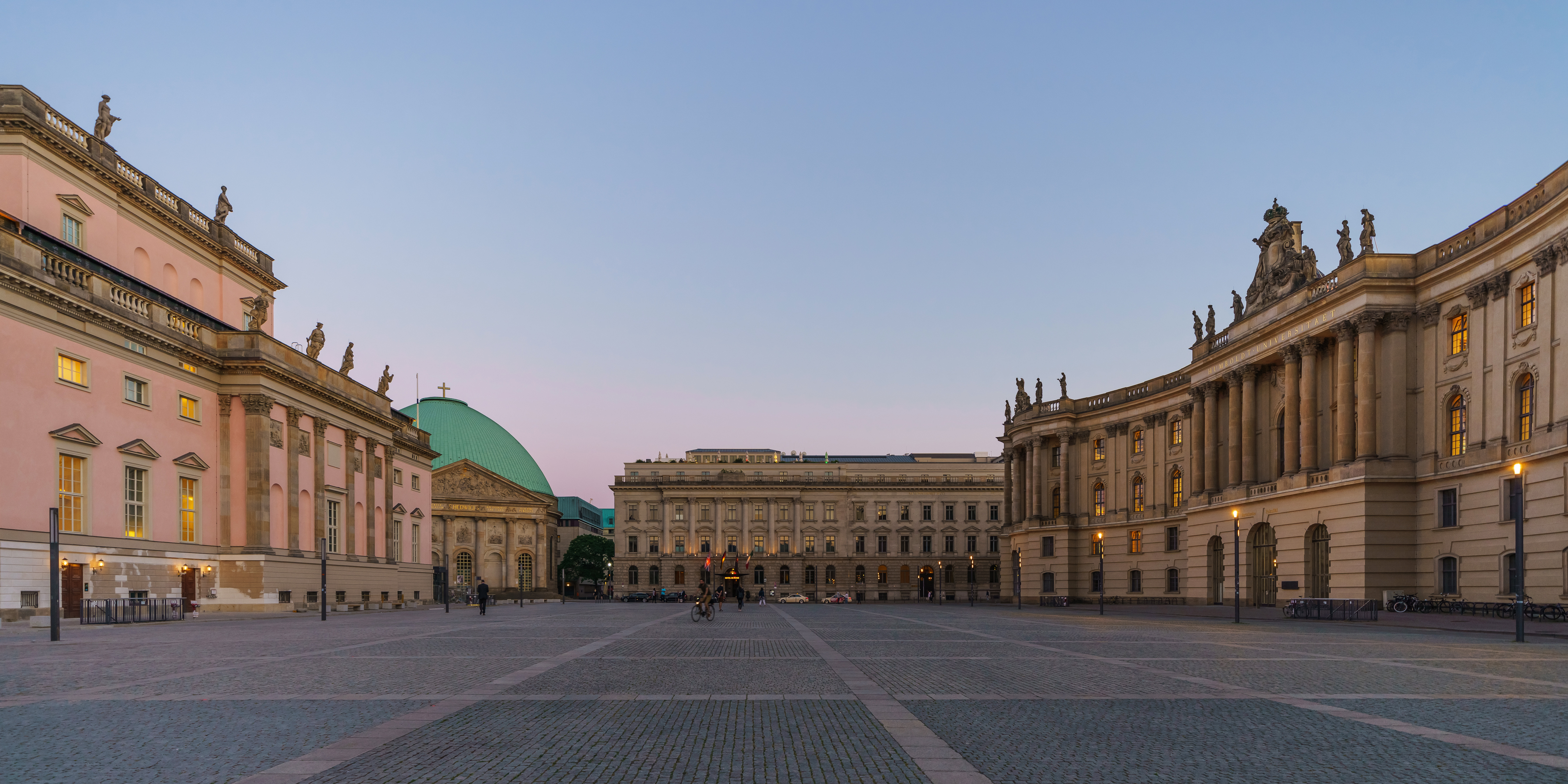
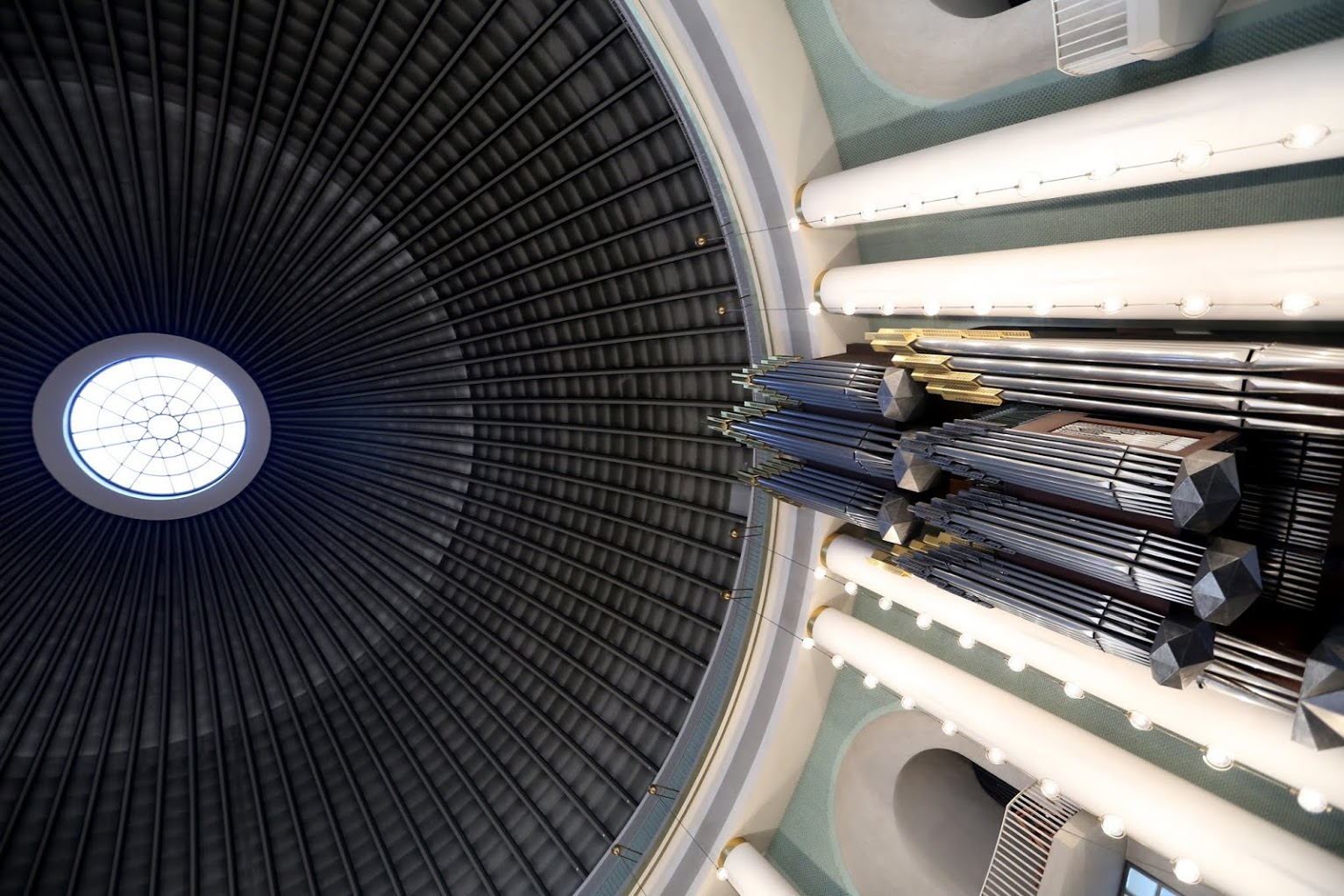
Kupola és orgona részlet
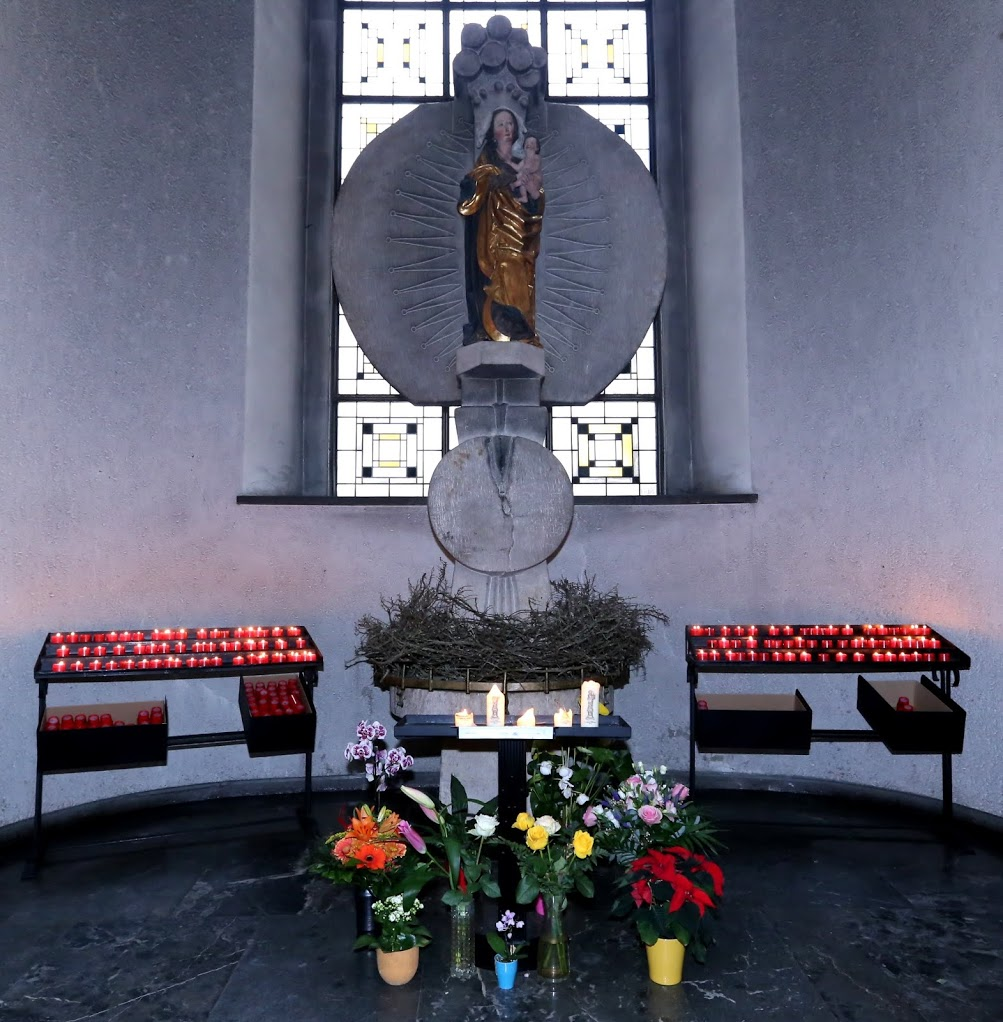
Mária mellékoltár
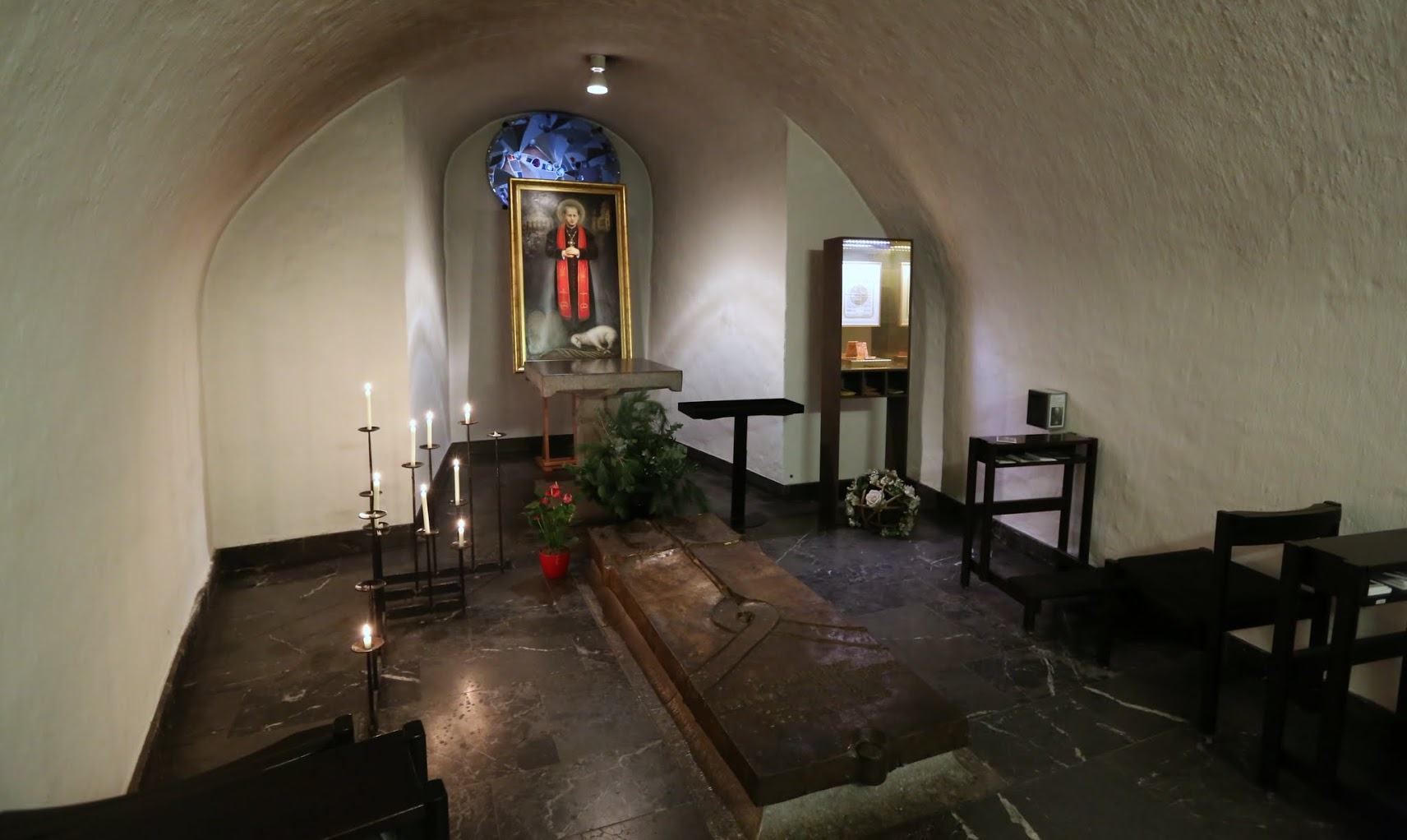
Az altemplomban Lichtenberg sírja
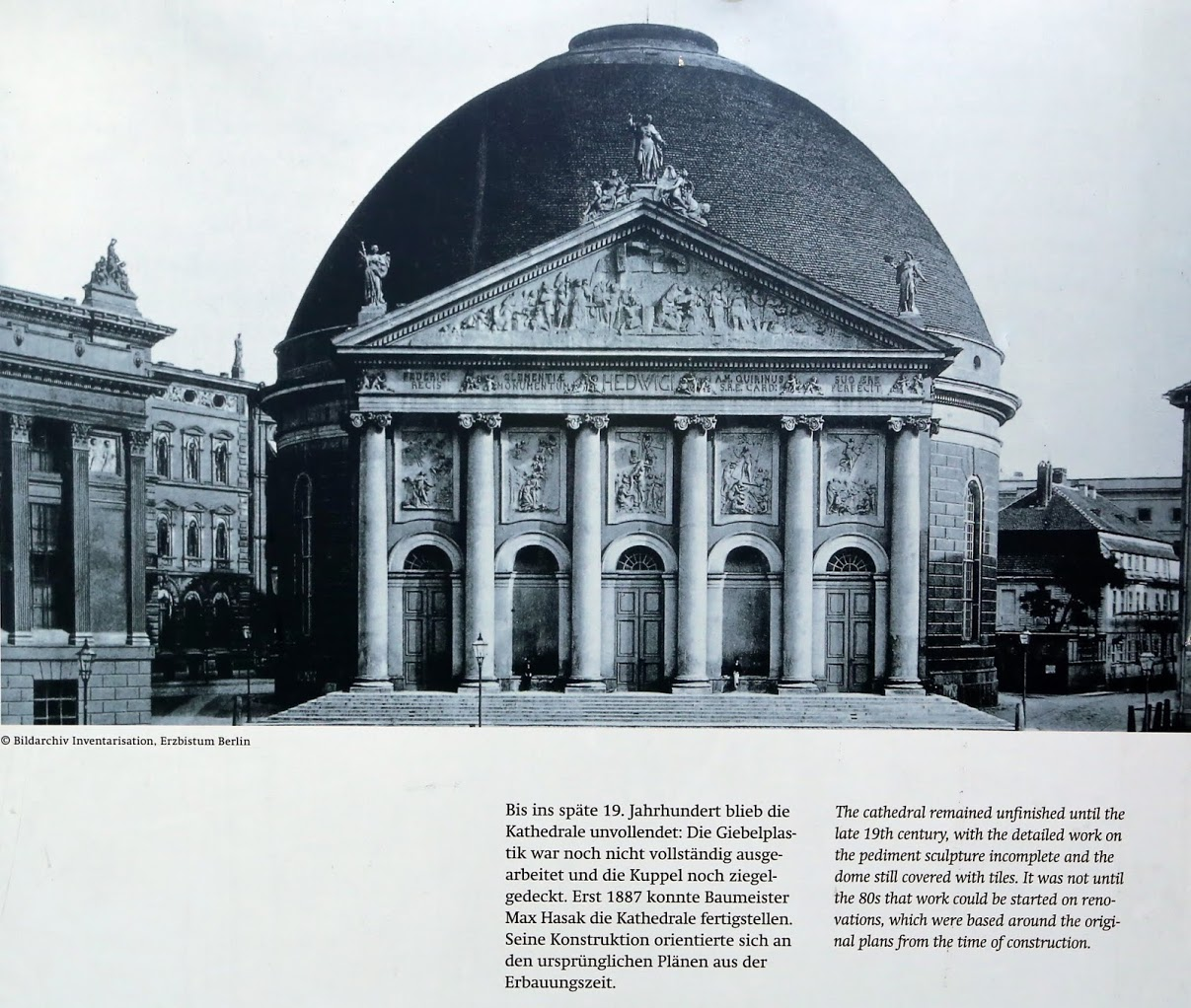
A katedrális egy archív felvételen, a templom előtti kordonon bemutatva
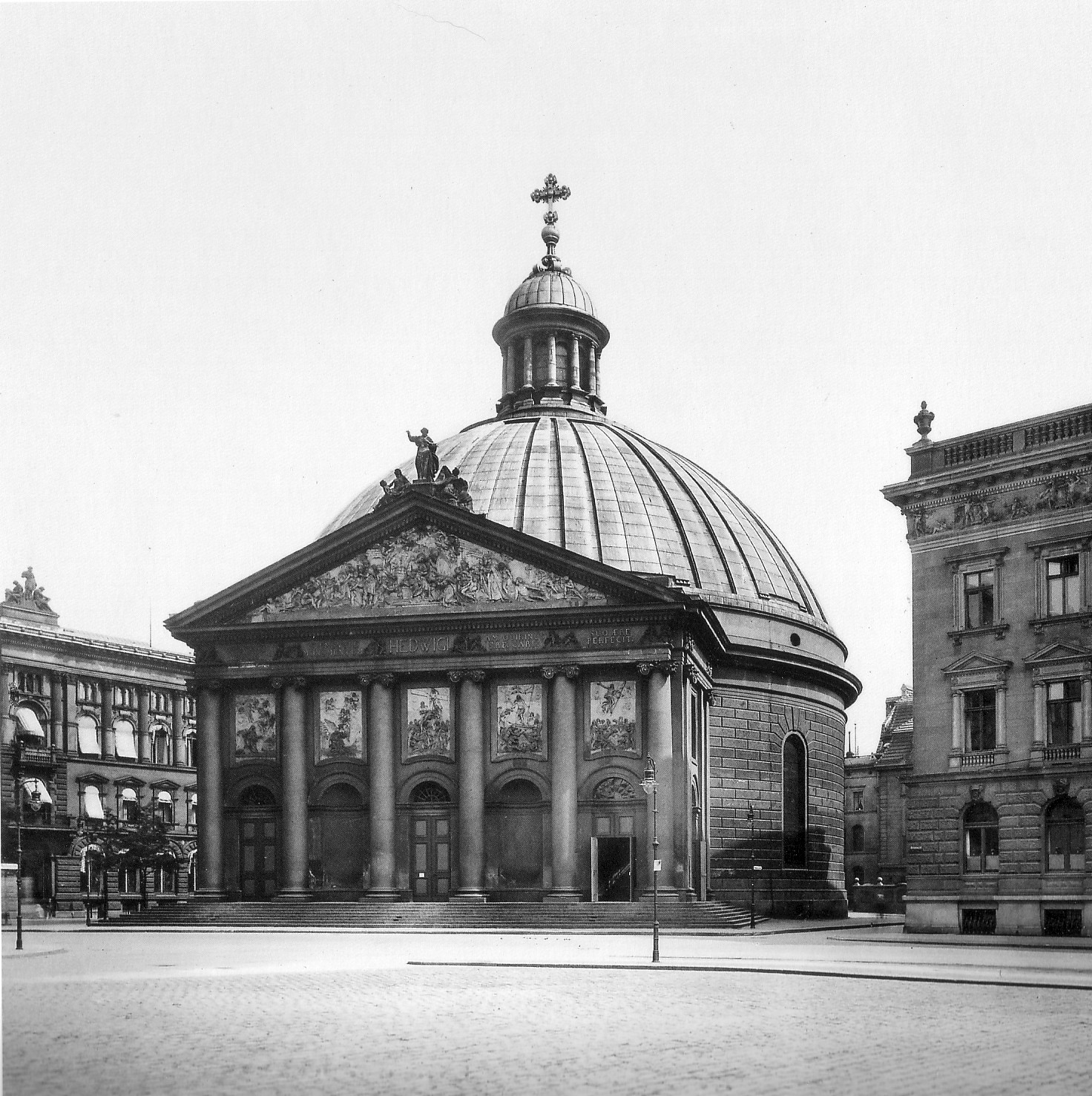
A katedrális 1886-ban
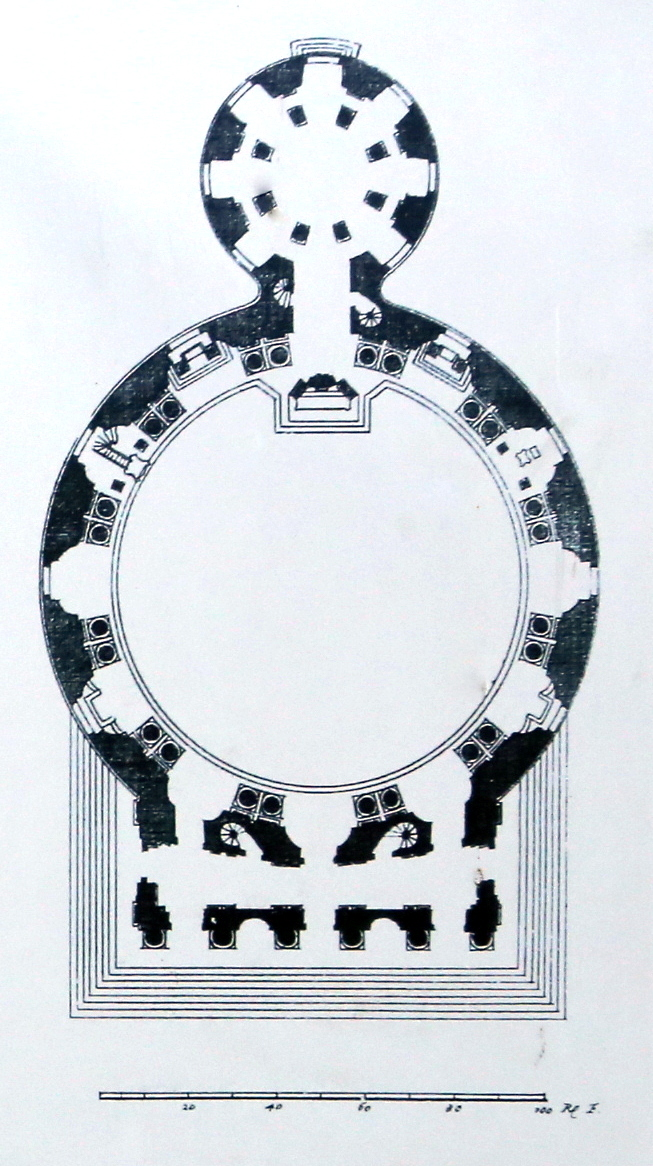
A templom alaprajza